# Joseph Melgar
Joseph Melgar Tovar (* 25. November 1993) ist ein peruanischer Leichtathlet, der sich auf den Hammerwurf spezialisiert hat.

## Sportliche Laufbahn
Erste internationale Erfahrungen sammelte Joseph Melgar im Jahr 2010, als er bei den Jugendsüdamerikameisterschaften in Santiago de Chile mit einer Weite von 55,81 m den sechsten Platz mit dem 5-kg-Hammer belegte. Im Jahr darauf erreichte er auch bei den Juniorensüdamerikameisterschaften in Medellín mit 58,17 m Rang sechs und 2013 wurde er bei den Juegos Bolivarianos in Trujillo mit 54,43 m Siebter. 2015 belegte er bei den Südamerikameisterschaften in Lima mit 58,89 m den achten Platz und 2017 wurde er bei den Juegos Bolivarianos in Santa Marta mit einem Wurf auf 58,99 m Vierter. 2018 gelangte er bei den Ibero-Amerikanischen Meisterschaften in Trujillo mit 60,76 m auf Rang sechs und im Jahr darauf klassierte er sich bei den Südamerikameisterschaften in Lima mit 60,57 m auf dem siebten Platz.
In den Jahren 2012 und 2013 sowie von 2019 bis 2021 wurde Melgar peruanischer Meister im Hammerwurf.